# Warwick (Rhode Island)
Warwick is een plaats (city) in de Amerikaanse staat Rhode Island, en valt bestuurlijk gezien onder Kent County.

## Demografie
Bij de volkstelling in 2000 werd het aantal inwoners vastgesteld op 85.808. In 2006 is het aantal inwoners door het United States Census Bureau geschat op 85.925, een stijging van 117 (0,1%).

## Geografie
Volgens het United States Census Bureau beslaat de plaats een oppervlakte van 128,5 km², waarvan 91,9 km² land en 36,6 km² water. Warwick ligt aan de Narragansett Bay.

## Geboren
- Peter Frechette (1956), acteur
- Michaela McManus (1983), actrice

## Plaatsen in de nabije omgeving
De onderstaande figuur toont nabijgelegen plaatsen in een straal van 12 km rond Warwick.